# Пуповац, Милорад
Милора́д Пу́повац (хорв. Milorad Pupovac, 5 ноября 1955, Донье Церанье) — хорватский филолог и политик, вице-президент Независимой демократической сербской партии
Закончил филологический факультет Загребского университета; доктор филологии, долгое время работал профессором филологии и общей лингвистики, как в Загребском университете, так и за границей. Автор ряда книг в области лингвистики и языкознания.
Свместно с Воиславом Станимировичем (мэром Вуковара в годы великосербской оккупации), Пуповац основал Независимую демократическую сербскую партию в Хорватии (SDSS).
Вице-президент Независимой демократической сербской партии в Хорватии (SDSS), основатель и председатель Сербского демократического форума (неправительственная организация, объединяющая хорватских сербов), представитель сербского национального меньшинства в палате представителей Парламента Хорватии, член Совета Хорватии по национальным меньшинствам, председатель сербского народного вече.